# Ruta Estatal de California 86S
La Ruta Estatal de California 86S, y abreviada SR 86S (en inglés: California State Route 86S) es una carretera estatal estadounidense ubicada en el estado de California. La carretera inicia en el Sur desde la SR 86  en Oasis hacia el Norte en la I 10     en Indio. La carretera tiene una longitud de 33,5 km (20.840 mi).

## Mantenimiento
Al igual que las autopistas interestatales, y las rutas federales y el resto de carreteras estatales, la Ruta Estatal de California 86S es administrada y mantenida por el Departamento de Transporte de California por sus siglas en inglés Caltrans.

## Intersecciones
| Localidad | Miliario                                 | Destinos                                                        | Notas |
| --- | ---------------------------------------- | --------------------------------------------------------------- | ----- |
| | R3.48                                    | SR 86 (81st Avenue) – Brawley, El Centro, Indio                 |       |
| | R12.48                                   | SR 195 (66th Avenue) a SR 111 SR 86 – Niland, Calipatria, Mecca |       |
| |                                          | 62nd Avenue                                                     |       |
| Coachella | R16.74                                   | Airport Boulevard                                               |       |
| Coachella | 52nd Avenue                              |                                                                 |       |
| Coachella | 50th Avenue, Tyler Street                |                                                                 |       |
| Coachella | Extremo sur de la autopista              |                                                                 |       |
| Coachella | R22.16                                   | Dillon Road (I-10 Bus.) a I-10 este                             |       |
| Indio | R22.16                                   | Dillon Road (I-10 Bus.) a I-10 este                             |       |
| R23.00 | I 10 oeste – San Bernardino, Los Ángeles | Salida Norte y entrada Sur                                      |       |
| 1.000 mi = 1.609 km; 1.000 km = 0.621 mi Cerrada/Antigua • Terminal concurrente • Acceso incompleto • Propuesta/Sin abrir |                                          |                                                                 |       |